# 김수길 (정치인)
김수길(한국 한자: 金秀吉, 1950년 ~ )은 조선민주주의인민공화국의 군인 출신 정치인이다. 조선민주주의인민공화국 국무위원회 위원이자 조선로동당 중앙위원회 정치국 후보위원 겸 조선인민군 총정치국장이다. 최고인민회의 상임위원회 위원이다.

## 경력
1992년 4월에 조선인민군 소장 계급을 받았으며, 2010년 4월에는 중장 계급으로 승징했다. 2013년에는 김원홍의 뒤를 이어조선인민군 총정치국장으로 임명되었다. 2014년 4월 평양직할시 당위원회 책임비서로 임명되었는데, 이는 2013년 12월에 숙청된 장성택의 측근인 문경덕이 해임된 이후에 내려진 결정이었다.
2016년 5월, 조선노동당 제7차 대회에서 당 중앙위원회 위원 겸 중앙정치국 후보위원으로 선임되었다. 2018년 4월 최고인민회의 제13기 6차 회의에서 최고인민회의 상임위원회 위원으로 선출되었다.